# Abionóza
Abionóza (též abionosa) označuje v biologii onemocnění (poruchy) rostlin způsobené abiotickými (neživými) činiteli - např. výživou, mrazem, suchem, smogem ap. Mezi takové činitele řadíme například:
- poškození teplotou - nadměrný chlad (opadávají listy, květy, plody, někdy dochází též ke změně zabarvení)
- vláha - nedostatek vláhy se projevuje zpomaleným růstem, opakováním vadnutím, úhynem rostliny
- poškození pesticidy - zvýšené dávky chemikálií, úhyn rostlin
- genetické poruchy - např. porucha tvorby chlorofylu
- nekvalitní pěstitelská péče - nevhodná doba výsevu apod.
- výživa - nadměrný úbytek nebo naopak přebytek výživných látek (symptomy jsou závislé na druhu látky a rostliny)